# Daihatsu YRV
La Daihatsu YRV è una monovolume prodotta della casa automobilistica giapponese Daihatsu dal 2000 al 2005.
Il nome YRV è l'acronimo di Young Recreation Vehicle.

## Contesto
La YRV, codice progettuale M200, è una monovolume compatta sviluppata dalla Daihatsu sulla stessa piattaforma della Daihatsu Sirion prendendo come riferimento le utilitarie di segmento B europee; nasce per sostituire la precedente Grand Move che non riscontrò il successo sperato a causa delle forme della carrozzeria molto squadrate.
Una caratteristica della YRV è la carrozzeria sviluppata in altezza con la vetratura laterale asimmetrica definita “a doppio cuneo” e il tetto panoramico fisso (di serie sui modelli di punta) che si estende dal parabrezza; è lunga 3,76 metri, larga 1,62 metri e alta 1,55 metri. 
Anticipata dall'omonima concept car esposta al salone di Tokyo nel novembre del 1999, il modello definitivo viene presentato in Giappone nell'agosto del 2000 e lanciato sul mercato interno con le tre motorizzazioni alimentate a benzina:
- 1.0 tre cilindri (EJ-VE) 12 valvole e fasatura variabile VVT erogante 64 cavalli con cambio manuale a cinque rapporti o automatico Seqtronic a quattro rapporti in modalità sequenziale e trazione anteriore.
- 1.3 quattro cilindri (K3-VE) 16 valvole con fasatura variabile DVVT da 90 cavalli abbinato ad un cambio manuale a cinque rapporti o automatico a quattro rapporti e trazione disponibile sia anteriore che integrale full time con giunto viscoso (con entrambe le trasmissioni).
- 1.3 Turbo quattro cilindri (K3-VET) doppio albero a camme, 16 valvole, intercooler e DVVT erogante 140 cavalli abbinato ad un cambio automatico a quattro rapporti e alla trazione anteriore o integrale.

La dotazione di sicurezza del modello giapponese comprendeva di serie su tutti i modelli quattro airbag, ABS con EBD e sulle versioni a trazione integrale il controllo della trazione.
Alla fine del 2000 la YRV venne esportata anche in Europa, Nord america e Australia; la gamma europea era semplificata rispetto a quella del modello giapponese, sia per le motorizzazioni che per gli allestimenti. Il motore base era il 1.0 tre cilindri che erogava 58 cavalli con cambio manuale a cinque rapporti mentre all'apice della gamma vi era il 1.3 benzina aspirato che erogava 86 cavalli disponibile in versione a trazione anteriore con cambio manuale a cinque rapporti o integrale solo con cambio automatico a quattro rapporti, le potenze vennero ridotte a causa delle normative europee antinquinamento. La dotazione era meno ricca rispetto agli allestimenti giapponesi infatti sui modello base erano di serie il doppio airbag e l’ABS con l’EBD mentre il servosterzo era a pagamento e gli airbag laterali erano disponibili sulle versioni di punta.
La versione turbo venne prodotta solo per i mercati con guida a destra (Regno Unito ed Australia) ed il motore erogava 129 cavalli abbinato alla trasmissione automatica Steershift a quattro rapporti con modalità sequenziale e paddle al volante e la trazione era anteriore. Era denominata “YRV Turbo 130” e presentava il pcchetto estetico con minigonne laterali, anteriori e posteriori, sospensioni più rigide con barra stabilizzatrice posteriore e pneumatici 175/55 R15.
Durante il corso degli anni la vettura non ha subito restyling e ha ottenuto un modesto successo commerciale sia in Giappone che in Europa. La produzione termina nell’agosto del 2005, venendo sostituita dalla Daihatsu Materia.